# ونوستینو کرنزا، چیاپاس
ونوستینو کرنزا، چیپس (به اسپانیایی: Venustiano Carranza, Chiapas) یک سکونتگاه مسکونی در مکزیک است که در چیاپاس واقع شده‌است.

## خصوصیات
ونوستینو کرنزا ۱٬۳۹۶٫۱ کیلومترمربع مساحت و ۶۱٬۳۴۱ نفر جمعیت دارد.